# بوب هودج
بوب هودج (بالإنجليزية: Bob Hodge)‏ هو منافس ألعاب قوى أمريكي، ولد في 1955.

## وصلات خارجية
- بوب هودج على موقع رابطة إحصائيات سباق الطريق (الإنجليزية)